# Museo Arqueológico y de Historia de Elche
El Museo Arqueológico y de Historia de Elche (MAHE) es el museo de arqueología de la ciudad  española de Elche, en la provincia de Alicante. El MAHE se ha convertido en un referente arqueológico a nivel regional de gran importancia. Está situado en el interior del Palacio de Altamira (Alcázar de la Señoría), en el centro histórico de la ciudad, muy cercano a la Basílica de Santa María. Fue inaugurado el 18 de mayo de 2006 con una gran exposición sobre la cultura ibérica entre la que se encontraba la Dama de Elche, una de las piezas más significativas del arte íbero. El busto fue cedido temporalmente por el Museo Arqueológico Nacional durante seis meses (del 18 de mayo al 1 de noviembre de 2006). Lleva el nombre del arqueólogo ilicitano Alejandro Ramos Folqués.

## Contenido

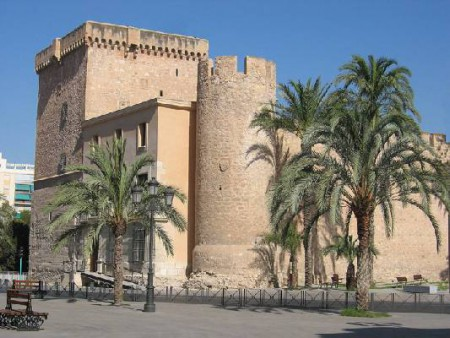
El MAHE está ubicado en el Palacio de Altamira de Elche

Como exposición permanente, el museo ofrece una visión general sobre las distintas etapas que han ido dándose en la ciudad, como son el Neolítico, el Eneolítico, la Edad del Bronce, la etapa íbera, el proceso de romanización, la época visigoda, el asentamiento islámico (actual emplazamiento de la ciudad) hasta llegar a nuestros días. Los restos arqueológicos proceden entre otros de los yacimientos de La Alcudia, del Parque de Elche (situado en uno de los jardines de la ciudad y que ha proporcionado importantes restos escultóricos) y de El Arenero de Monforte del Cid.

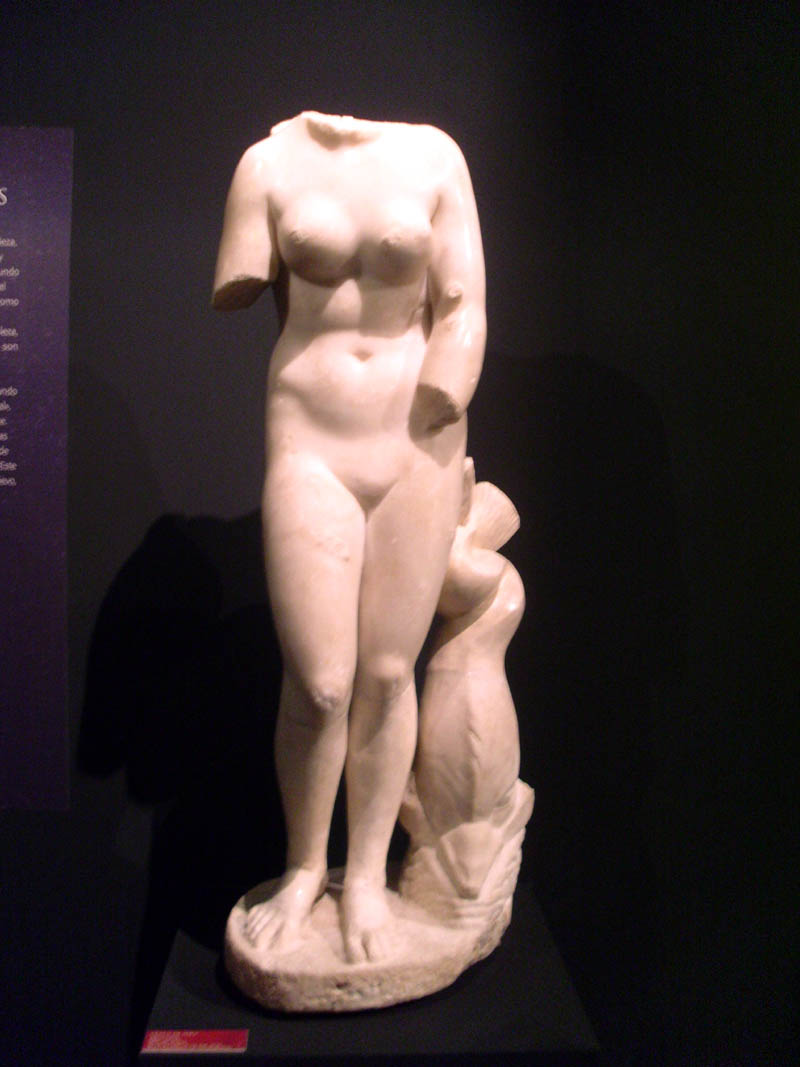
Venus de Ilici